# 在日ロシア人
在日ロシア人（ざいにちロシアじん、ロシア語: Русские в Японии）は、日本に住むロシア人のこと。中〜長期期間在住するロシア国籍保持者に加え、かつて白系ロシア人として日本に亡命した人たちや日本帰化者、さらにはそれらの子や孫も含む。

## 概要

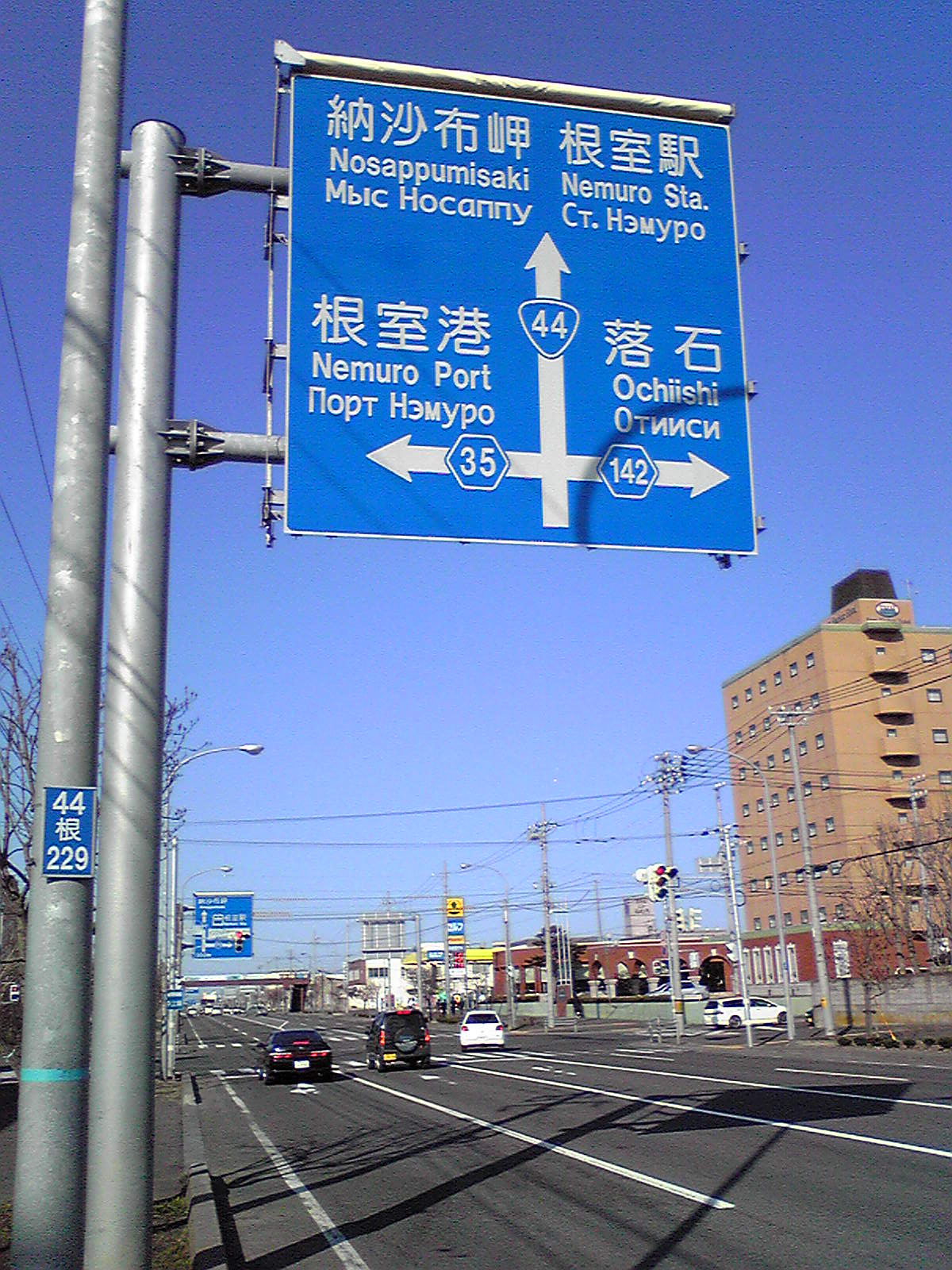
ロシア語が併記された根室市の道路標識

日本における定住ロシア人の歴史は、函館ハリストス正教会が建てられる直前の、1854年に始まる。1905年に日露戦争の講和条約であるポーツマス条約により日本に割譲された南樺太から引き揚げずに残留を選んだ少数の残留ロシア人が発生した。その後、1917年に起こったロシア革命を機に、日本へ逃れてきた亡命ロシア人（白系ロシア人）が日本で暮らすようになり、その数は1918年時点で7,251 人ほどになった。だが、日本社会の偏見などでなかなかなじめず、1930年に3,587 人、1936年には1,294人と激減した。
その後第二次世界大戦が始まったため、ほとんどがオーストラリアや米国などへ移住したり、ソ連へ帰国したりし、日本に留まったロシア人はごくわずかとなった。大戦が終結した後もなお、長く続いた冷戦時代に在日ロシア人が増えることはほとんどなかった。
ペレストロイカを迎えると来日する人が増加したものの、それでもヨーロッパ各国、アメリカ、オーストラリア、トルコなどと比べると、日本に移住するロシア人の数は極端に少ない。
2013年現在、在日ロシア人の子弟を対象とした学校はE.K.LINGUADAR（東京ロシア語・文学・文化学園）を除けばボランティア団体（同好者サークル）として存在している。
来日した白系ロシア人を研究する団体として1995年12月、日本の研究者とロシア人研究者によって来日ロシア人研究会が結成、21年間にわたって活動した。

## 統計
2015年末現在の総数は8,092人。東アジアでは韓国と中国の後で3番目に多い。はそのうち、女性が5,599人、男性が2,493人と女性の数が2倍を超えて多く、30代から40代が主流である。在留資格別に見ると、永住者が3,453人と最も多く、次いで日本人の配偶者等1,120人、家族滞在801人、人文知識・国際業務778人、留学740人、定住者452人の順となっている。かつて多かった興行ビザによる滞在は47人と2006年の767人から大幅に減少した。都道府県別では最も多いのが東京都の2,389人、次に神奈川県807人、千葉県519人、北海道498人、富山県472人、大阪府424人の順となっている。

## 北方領土のロシア人
2016年時点で、国後島に7914人、択捉島に5934人、色丹島に2820人の計16,668人のロシア人が在住している。代表的な町はユジノクリリスク（7048人）、ゴリャチエ・クリュチ（2025人）、マロクリリスク（1873人）、クリリスク（1666人）、クイビシェフ（1757人）、クラバザヴォーツク（947人）、レイドヴォ（921人）である。

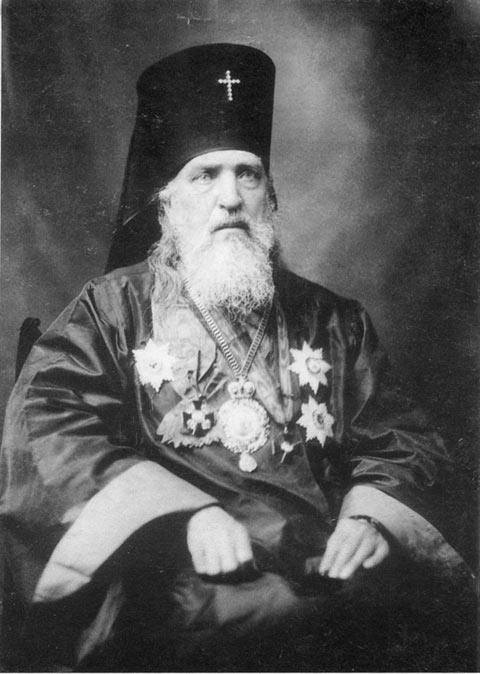
ニコライ・カサートキン

## 歴史

### ロシア革命時の日本への亡命者
日本に亡命した旧ロシア帝国の国民も多くいた。その内訳には、ロシア人の他に、ポーランド人やウクライナ人が含まれていた。しかし、彼らの多くは日本において通用しがたいウクライナ語やポーランド語を用いる代わりに、それよりは通じやすいロシア語を用いたことから、日本で彼らは「ロシア人」と誤解された。1918年に日本に来たこれら亡命者の数が1年間だけでも7,251人（日本警察の記録）となっている。また、日本に亡命した白系ロシア人の中には、しばらくしてからオーストラリアや米国などに再移住した人も存在する。なお、ロシア帝国最後の在日代理大使を務めていたアブリコソフ (ru:) は1925年の日ソ国交回復後も日本に留まり、第二次世界大戦の終結まで白系ロシア人の取りまとめ役として日本政府との交渉に当たっていた。
創生期のプロ野球で300勝を記録したスタルヒン（日本名：須田博。日本国籍帰化申請は受理されず生涯無国籍）、神戸の老舗洋菓子店「モロゾフ」の創業に深く関与したフョドル・ドミトリエヴィチ・モロゾフとヴァレンティン・フョドロヴィチ・モロゾフの親子（※モロゾフ家は日本人の共同経営者と裁判になり、屈辱的な条件を受け入れてモロゾフを受け渡さなければならなくなったため、「コスモポリタン製菓」を後に創業した。）、同じく神戸の洋菓子メーカー「ゴンチャロフ」（チョコレート菓子中心。ウイスキーボンボンで有名）創業者マカロフ・ゴンチャロフも白系ロシア人である。その他、函館と神戸を中心に、日本で活躍した白系ロシア人は数多い。
これらの亡命者達の中には、正教会信者として日本正教会に通っていた者も少なくなく、その子孫は現在もなお神戸ハリストス正教会やニコライ堂など、日本の幾つかの正教会内において、一定の亡命ロシア人系のコミュニティを形成している。

### ソ連時代の移住者
1925年に日ソ基本条約が締結され、両国間の国交が回復した後も、一般国民の接触は厳しく制限された。特にソ連からの出国は一部の外交・貿易関係者を除くとほとんどなく、日本共産党や他の無産政党への指令も日本人活動家をモスクワへ呼びつけて、あるいは第三国での接触によって行われたため、日本に在住するロシア人の大多数は依然として社会主義革命によって亡命を余儀なくされた白系が占めた。彼らの多くは既述の通り、かつてロシア帝国の領土だった南樺太に住んでいた。また、ロシア帝国の勢力圏があった満州（1932年から満州国）には1930年代で約5万人の白系ロシア人が在住していた。元々はロシア人によって建設された同国北部のハルビン市ではロシア人コミュニティにより聖ソフィア大聖堂などの大規模な東方正教会信仰が建設・維持されていたが、第二次世界大戦が起こると白系ロシア人の多くは敵性外国人として監視・拘留の対象となった。さらに戦争末期の1945年8月9日に起こったソ連対日参戦に巻き込まれ、中国東北部（旧満州国）からソ連領内へ連行、あるいはソ連領に編入されたサハリン南部（南樺太）で拘束され、日本への再亡命を阻止された者もいた（中にはその後ソ連によって粛清された者さえいた）。日本への脱出に成功した白系ロシア人の多くは北海道に居住したが、その後、東京などへ移住した人も多い。また、同年8月6日の広島原爆投下では白系ロシア人の11人が被爆し、うち3人が年内に亡くなった事が明らかになった。一方、日本国内の在日ロシア人は軽井沢などへの抑留対象となり、ソ連対日参戦でその立場は一層厳しくなったが、日本政府が8月15日にポツダム宣言受諾を国民に伝え、9月2日に降伏文書調印が行われた事で、在日ロシア人は一転して戦勝国民となった。ソ連政府による追及や強制帰国を逃れた者は、戦時中の強制改名から解放されたヴィクトル・スタルヒンのように、日本社会での立場が相対的に強まる例もあった。
その後、ソ連は戦勝国として極東委員会や対日理事会に参加し、極東国際軍事裁判でも判事や検察官を派遣したが、対日占領政策の主導権は米国に握られ、北海道や本州へのソ連軍進駐も実現しなかったため、南樺太や千島列島全域のソ連領編入を除いた日本本土へのソ連の影響力は農地改革での不在地主排除など限定的なものに抑えられた。さらに朝鮮戦争の激化やレッドパージの強行で日本国内での共産主義運動が停滞する中、1952年4月28日に日本国との平和条約（サンフランシスコ平和条約）が発効して日本の主権が回復すると、前年の講和会議で調印を拒否したソ連は日本との公式関係が途絶えた。
1956年の日ソ国交回復により両国の外交関係は修復され、シベリアへの長期抑留者の日本帰国などが実現したが、依然として両国関係は北方領土問題などで冷え切り、加えて第二次大戦後の冷戦下で日本は米国を中心とする自由主義陣営に所属したため、互いを仮想敵国として監視・警戒する状況が続いた。ソ連からは大使館員や貿易関係者、ソ連国営航空アエロフロート、タス通信などの報道関係者が日本に居住したが、彼らを監視する警視庁公安部などによるスパイ活動の摘発も続けられた。一方、文化・芸術面での交流は徐々に進み、知識人や芸術家が日本を短期間訪問する例も生まれたが、石井紘基の妻であるナターシャのように、ソ連国民にとって日本人との結婚は社会での冷遇と直結し、たとえ正式な結婚が認められていてもソ連からの出国が長年認められない場合もあった。変わった例では、1938年にソ連へ亡命して逮捕・拘禁された後、ソ連国籍を取得した日本人役者の岡田嘉子が1972年に日本に移住（帰郷）し、1986年のソ連帰国（再渡航）まで滞在した。

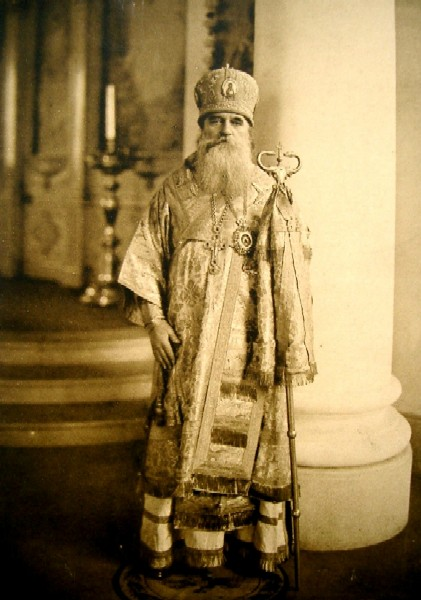
府主教セルギイ

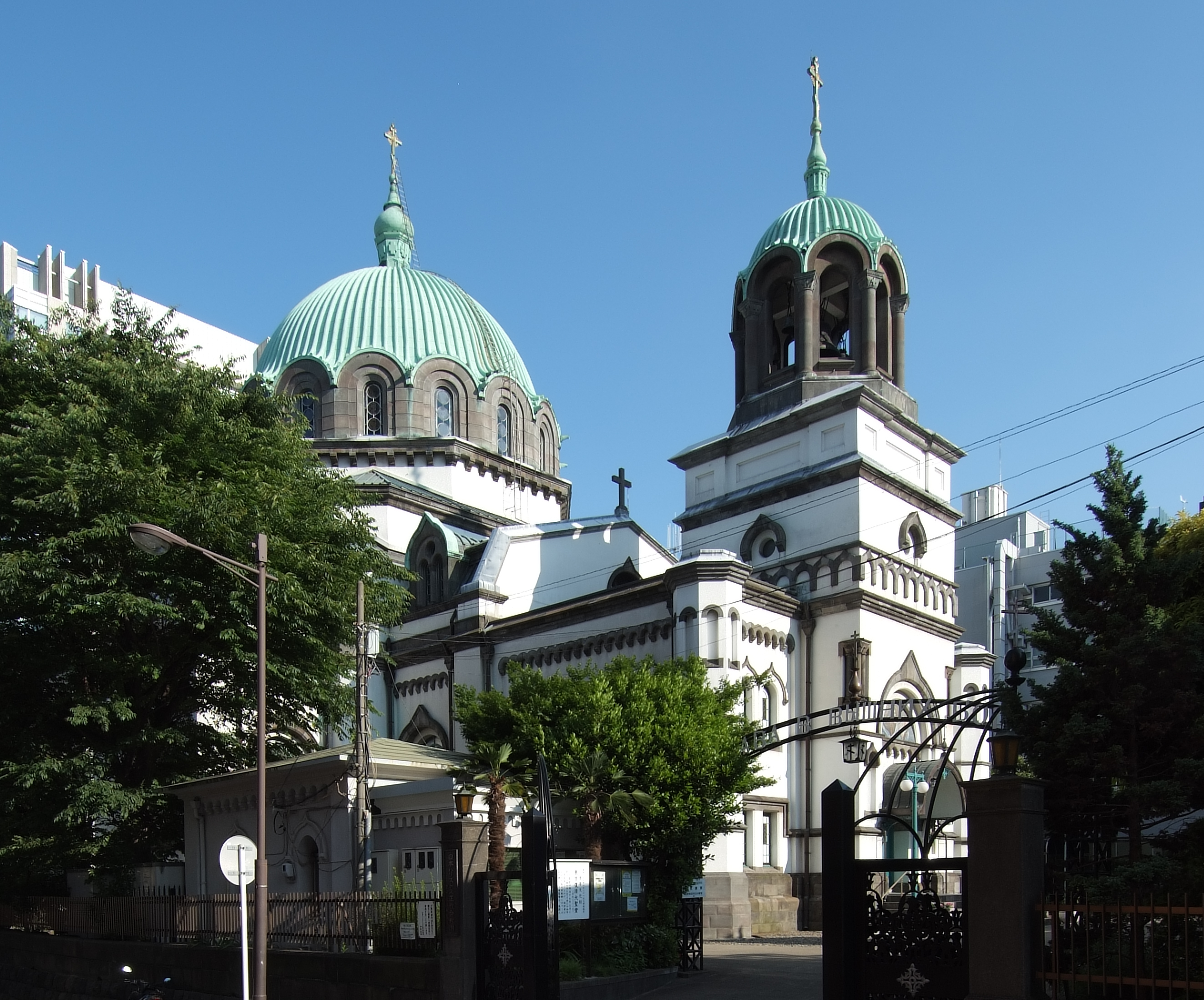
ニコライ堂

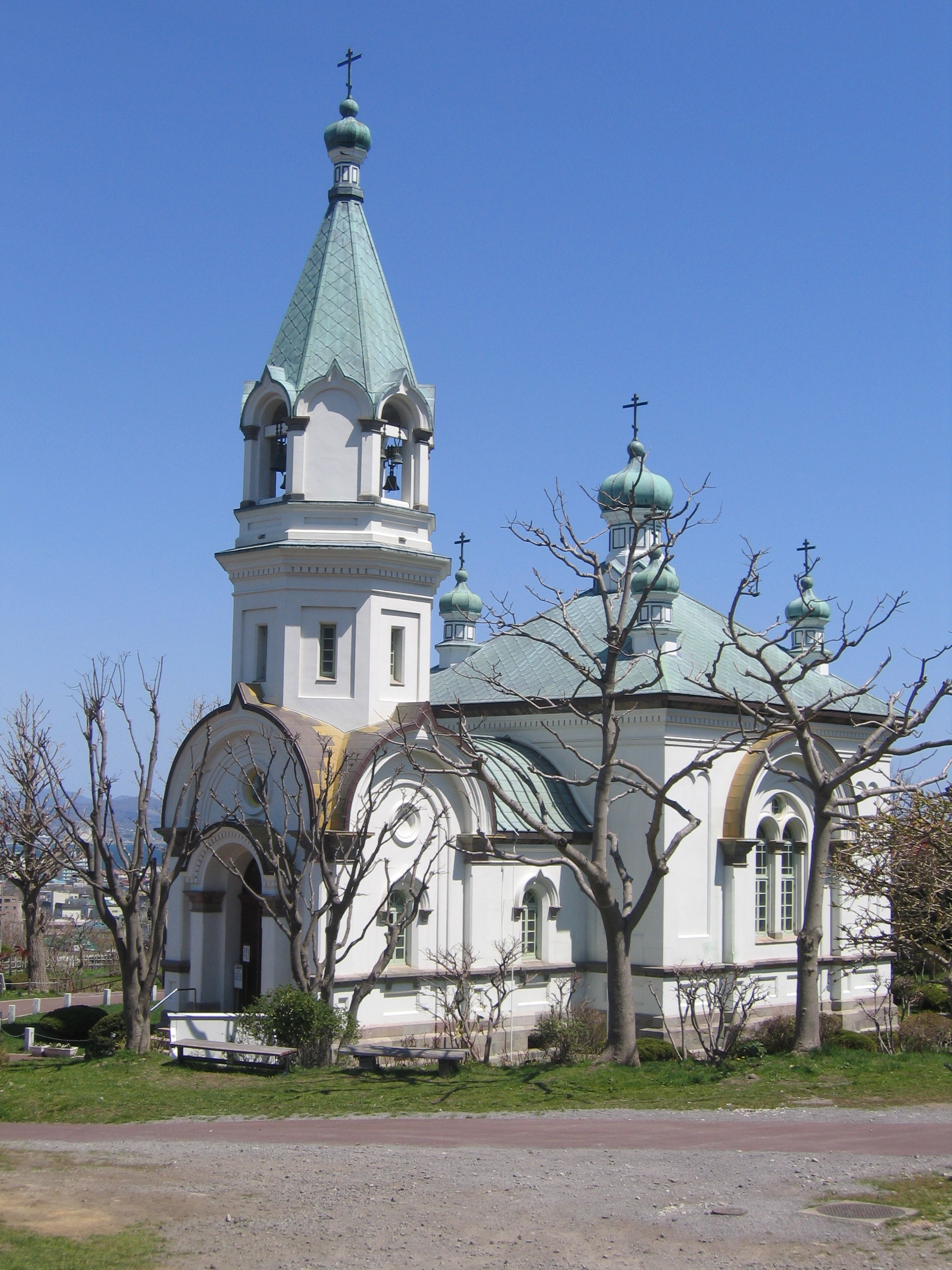
函館ハリストス正教会

### ソ連崩壊後の移住者
1980年代後半のペレストロイカ期から1991年のソビエト連邦の崩壊、それに続くロシア連邦や独立国家連合諸国の成立により、貿易関係の縮小はあったものの、日本と旧ソ連地域の間の人的交流は以前と比較してずっと容易になった。日本への在留人数は、1990年はソ連全体で340人だったのが、2009年にはロシアのみで7814人、旧ソ連15カ国合計では11506人となり、20年弱で33倍にも達した（日本の外国人参照）。北海道や新潟県、富山県など、北日本や日本海側を中心にロシア人との交流も進んでおり、ロシア人船員が上陸するようになった稚内や根室、留萌、小樽、富山県小杉にはキリル文字も併記されている道路標識や商店などが増えた。
学術面では横浜市立大学に国際政治学者のブラギンスキーが亡命者以外では初のソ連出身の助教授として着任し、経済面でも中古車輸出などのため日本に滞在するロシア人商人が増加している。また、「ロシアンパブ」としてロシア人やウクライナ人、ルーマニア人の女性が接客する飲食店も多く営業したが、売春などの犯罪例が増加したため日本政府が入国管理を強化した結果、こちらは減少した。
ソ連崩壊でかつての手厚い保護が失われたものの、指導水準は依然として世界のトップクラスにあるとみられたロシア人（旧ソ連人）のスポーツ指導者が世界各地に新天地を求める中、一部は日本へ移住した。最も有名な例の一つは、オリンピックの体操競技で金7個・銀5個・銅3個と計15個のメダルを獲得し、その後は日本で塚原直也のコーチを務めたアンドリアノフである。現役選手でも優秀なアマチュア選手を日本でプロに転向させる例があり、ボクシングではソ連から来日してプロ転向したアルバチャコフとナザロフが世界チャンピオンになった。
大相撲でも、南樺太出身でウクライナ人の父（ボリシコ）を持つ元横綱、大鵬の下に弟子入りした露鵬（ロシア人幕内力士第一号）とその弟の白露山など北オセチア共和国の首都ウラジカフカス出身のロシア人力士の台頭が目立ったが、同兄弟と若ノ鵬の3人の関取は大相撲ロシア人力士大麻問題により解雇され、この際に白露山の師匠であった北の湖が日本相撲協会理事長を辞任する大事件となった。しかし、2010年9月場所では若ノ鵬の従弟である阿覧が関脇に昇進し、唯一のロシア国籍幕内力士として、引退する2013年まで土俵に登った。旧ソ連地域出身者としてはグルジアから2006年に小結に昇進した黒海や、その後輩の栃ノ心と臥牙丸が活躍している。また、エストニアから来日した把瑠都は2010年5月場所で大関に昇進した。
2022年2月に始まったロシアのウクライナ侵攻により、ロシア国民の間でもロシアから脱出する例が起きたが、2020年から国際的に拡大したCOVID-19の流行により両国間の交流が既に制限されていた上、日本側の経済制裁で両国間の国際航空便が休止されたこともあって、ロシアから日本へ移住する流れは欧州諸国と比較すると目立ったものにはなっていない。在日ロシア人の中にはロシアによるウクライナ侵攻を公然と批判し、軍事侵攻とプーチン大統領を批判するデモに参加する者もいる。

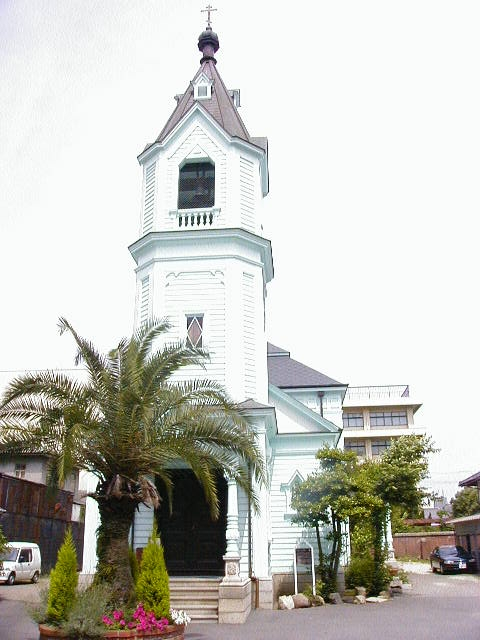
京都ハリストス正教会

## 在日ロシア人、ロシア系日本人、およびその子孫の一覧

### 非日本国籍
- - 阿夢露光大 … 大相撲力士
  - 阿覧欧虎 … 大相撲力士。2013年に引退後、帰国[19]。
  - 中庭アレクサンドラ … モデル、タレント、ピロシキーズ
  - アレクサンドル・ヴァンノフスキー (ru:)
  - アレクサンドル・モギレフスキー（ユダヤ人）
  - アンドロニク・ニコリスキイ … 主教
  - ヴァレンティン・フョドロヴィチ・モロゾフ
  - ヴィクトル・スタルヒン … プロ野球選手
  - エフゲニー・アクショーノフ … 医師
  - エマヌエル・メッテル … 指揮者
  - Origa … 歌手
  - 大露羅敏 … 大相撲力士。2018年に引退後、帰国[20]。
  - ジェーニャ … 声優・タレント
  - 府主教セルギイ … 聖職者
  - 小原ブラス … タレント、ピロシキーズ
  - ニコライ・カサートキン … 日本正教会の創建者・聖人
  - 野村タチアーナ … ルーマニア（モルドヴァ）からの亡命ロシア人・大学講師
  - 白露山佑太 … 大相撲力士。2008年に大相撲力士大麻問題で解雇後、帰国。
  - フョドル・モロゾフ … モロゾフ洋菓子店・コスモポリタン製菓創業者
  - マカール・ゴンチャロフ … ゴンチャロフ製菓創業者
  - マルキャン・ボリシコ（ウクライナ人） … 大鵬の父
  - ミハイル・コーガン（ウクライナ系ユダヤ人）  … タイトー創業者
  - ユーリ・アルバチャコフ … 元ボクシング選手
  - レオニード・クロイツァー（ロシア系ユダヤ人） … ピアニスト
  - 露鵬幸生 … 大相撲力士。2008年に解雇後、帰国。
  - 若ノ鵬寿則 … 大相撲力士。2008年に解雇後、帰国[21]。
  - ワルワーラ・ブブノワ … 美術家
  - レオ・シロタ（ユダヤ系） … ピアニスト

### 日本国籍
- - 愛衣 … グラビアアイドル
  - 姉川ローザ
  - 石井ターニャ … ジャーナリスト
  - 入江美樹 … 女優
  - 上村けい … AV女優
  - エリアナ・パヴロヴァ … 亡命ロシア人バレリーナ
  - オリガ・パヴロヴァ … 亡命ロシア人バレリーナ
  - 大泉黒石 … ロシア文学者
  - 大泉滉 … 俳優
  - 大久保清 … 殺人犯
  - 太田莉菜 … ファッションモデル
  - 小澤征悦 … 俳優
  - 小澤征良 … 作家
  - 小野アンナ … 亡命ロシア人ヴァイオリニスト
  - 川村カオリ … ミュージッシャン
  - 筧美和子 … グラビアアイドル
  - 川村忠 … 俳優
  - 小林恵美 … グラビアアイドル
  - 坂本美雨 … ミュージシャン
  - 桜沢菜々子 … AV女優
  - ジョニー野村 … プロデューサー
  - イッペイ・シノヅカ … サッカー選手
  - 須貝昇 … プロゴルファー
  - 大鵬幸喜（父はウクライナ人） … 大相撲力士
  - 高橋靖子 … スタイリスト
  - 滝沢カレン（父はウクライナ人）  … ファッションモデル
  - 武谷ピニロピ … 医師
  - 田崎由希 … AV女優
  - 田中達也 … サッカー選手
  - 田中真理 … 女優
  - 多良アンナ … ファッションモデル
  - 丹治純 … 大相撲力士
  - 筑紫美主子 … 座長
  - ナターシャ・スタルヒン … 栄養士。元野球選手ヴィクトル・スタルヒンの娘
  - 野村祐人 … 俳優
  - 橋本晋一
  - 東山紀之 … ・タレント
  - 日野龍樹 … フィギュアスケート選手
  - 兵頭ニーナ … ミュージシャン
  - 蟇目良 … 俳優
  - ビクトル古賀 … 日本サンボ連盟設立者
  - ベッシャー・アルセニ
  - 布袋寅泰 … ・ミュージシャン
  - 村重杏奈 … アイドル
  - 矢野顕子 … ・ミュージシャン
  - 優木まおみ … タレント
  - 結城モイラ … 占い研究家
  - ロイ・ジェームス … 俳優
  - ローラ … タレント
  - DJふぉい … 歌手